# ميخائيل جي. تورنبول
ميخائيل جي. تورنبول (بالإنجليزية: Michael G. Turnbull)‏ هو مهندس معماري أمريكي، ولد في 13 أبريل 1949.